# Jagdschloss Platte

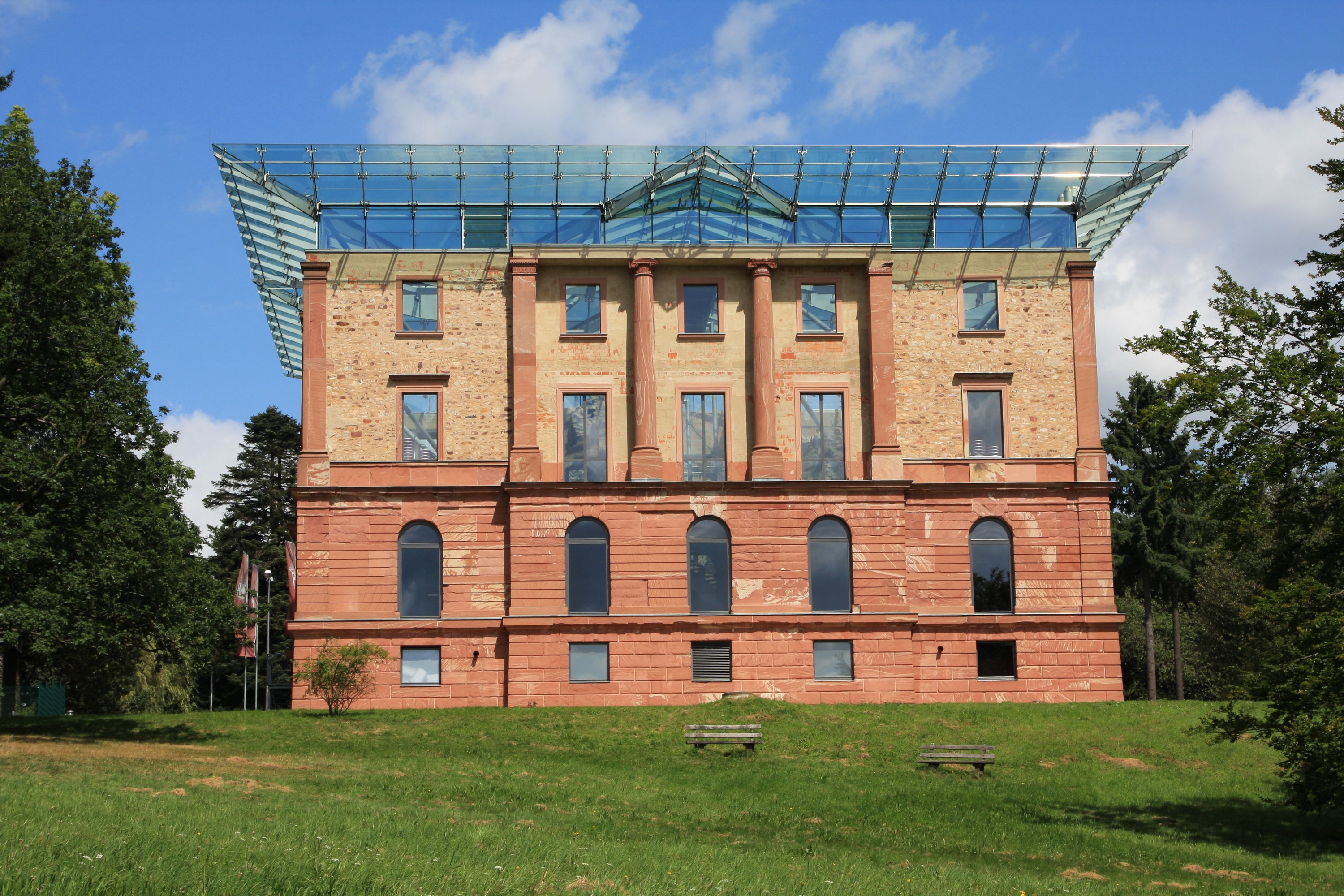
Jagdschloss Platte von Süden, nach Wiederaufbau mit gläserner Dachkonstruktion (2012)

Das Jagdschloss Platte ist ein ehemaliges Jagdschloss im Taunus auf der Platte nördlich von Wiesbaden, das der nassauische Herzog Wilhelm I. 1823–1826 errichten ließ.
Der klassizistische Schlossbau wurde im Zweiten Weltkrieg bis auf die Außenmauern zerstört. Ende der 1980er-Jahre wurde die Ruine von einer Stiftung in Teilen wieder nutzbar gemacht und bis 2007 wiederaufgebaut. Seither wird das Bauwerk für Veranstaltungen genutzt.

## Geografische Lage

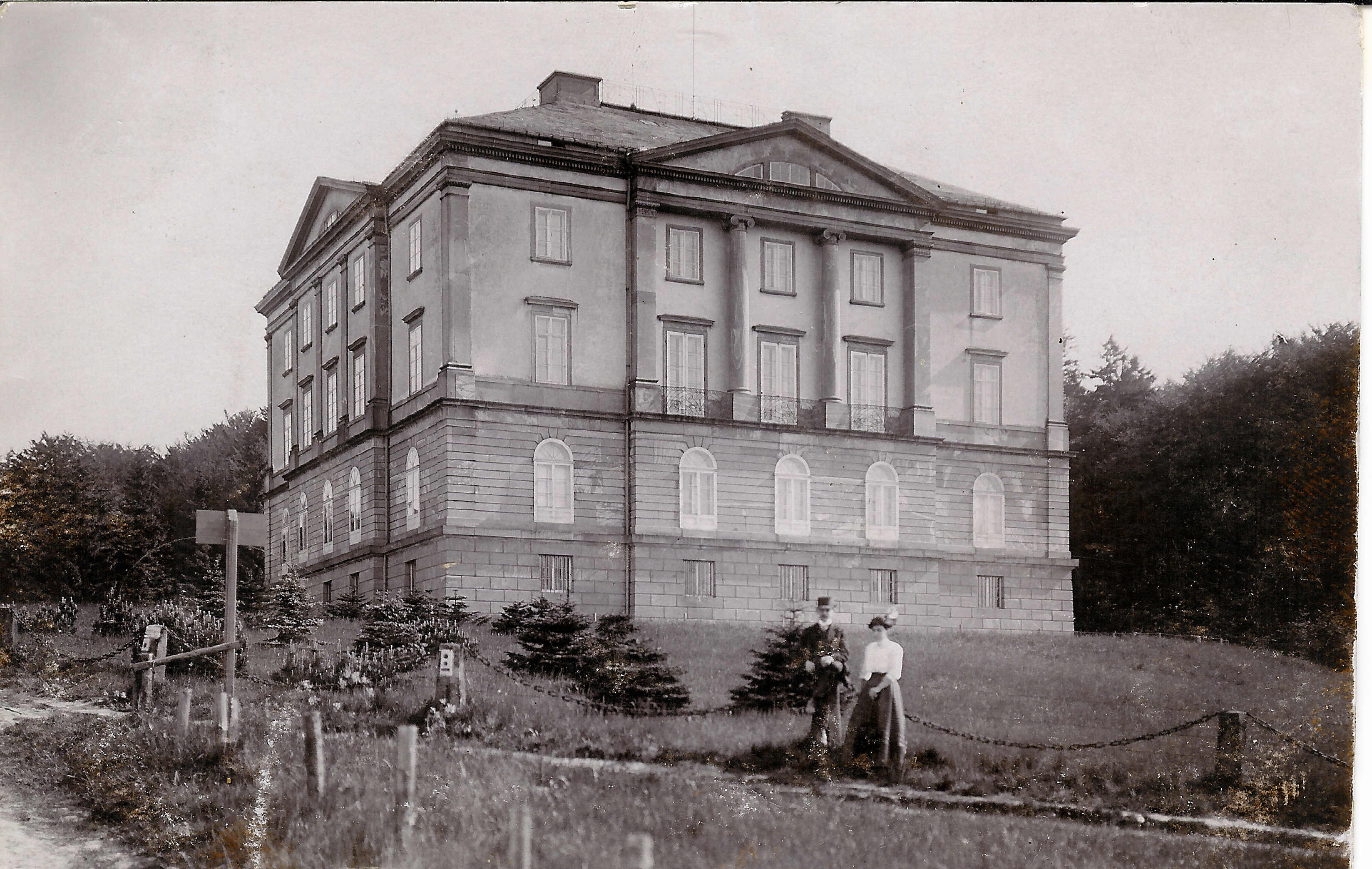
Jagdschloss Platte von Südwesten (Aufnahme von ca. 1910)

Vestibül (1900)

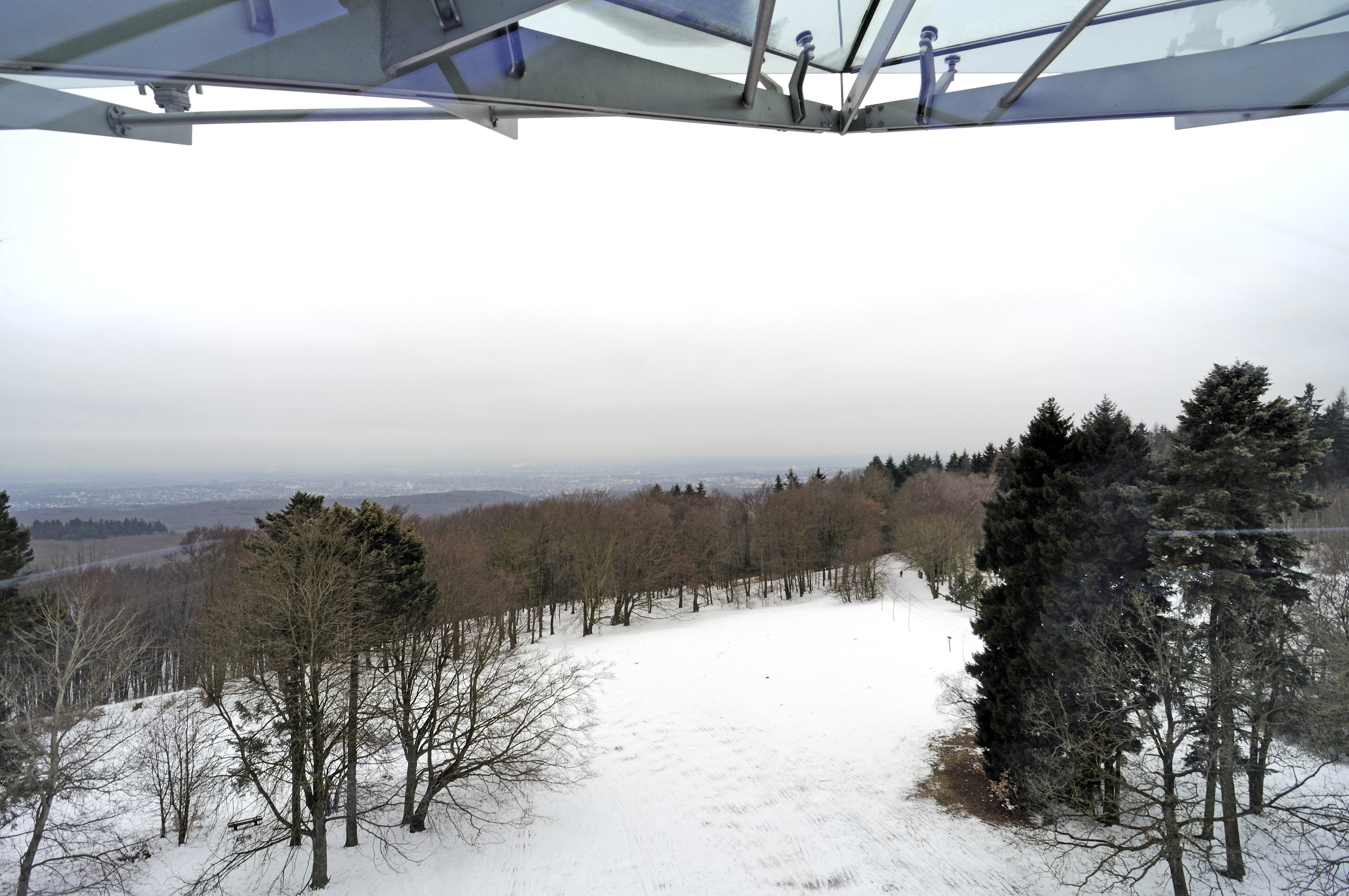
Blick unterm Glasdach nach Süden Richtung Wiesbaden (2013)

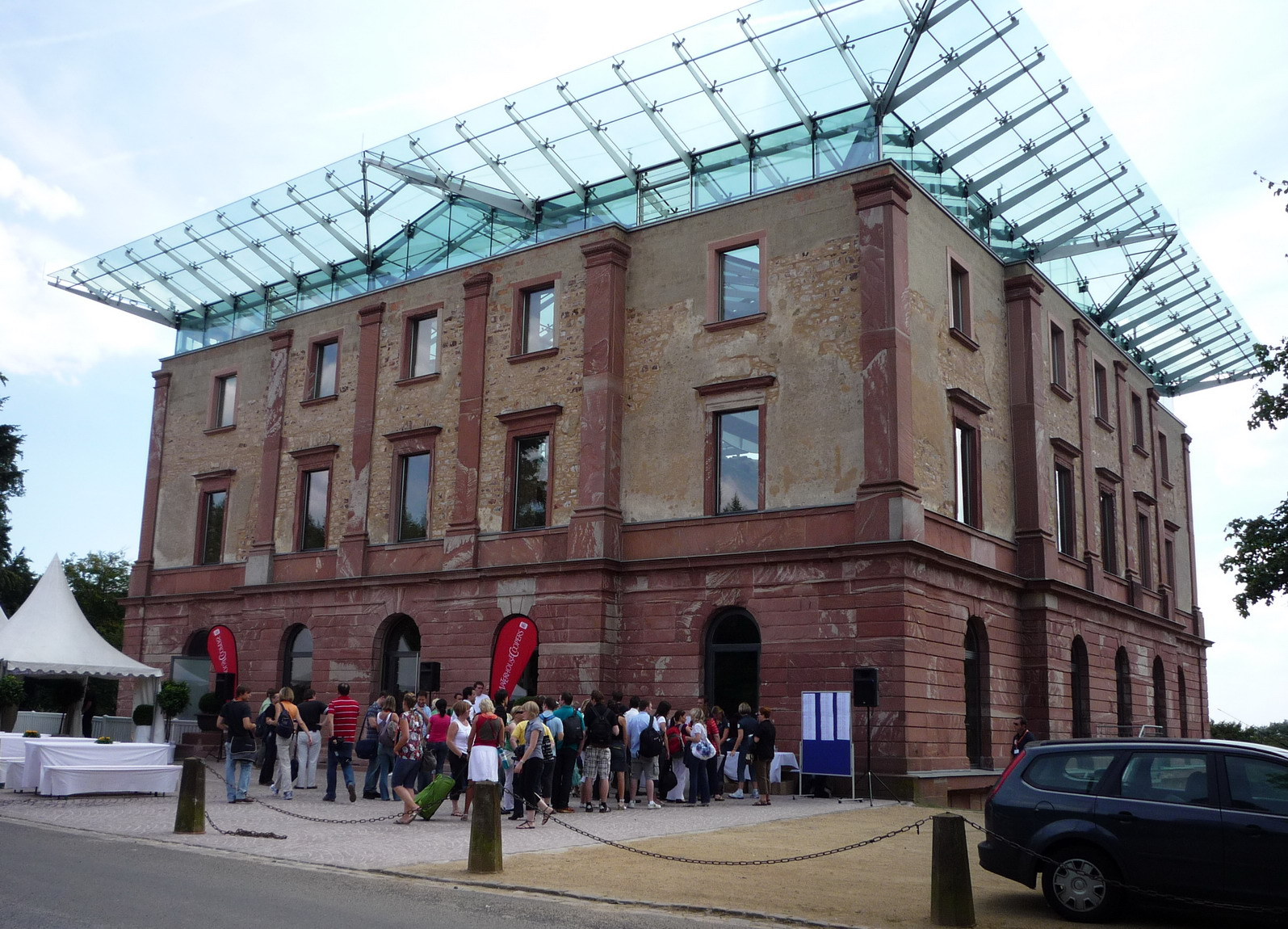
Eingangsfassade im Norden (2009)

Das Jagdschloss Platte steht im Naturpark Rhein-Taunus an der Nordgrenze des Stadtgebiets von Wiesbaden; nördlich verläuft die Stadtgrenze zu Taunusstein. Es befindet sich auf dem Taunushauptkamm auf der bewaldeten Platte (498 m ü. NN), einer Hochfläche südwestlich der Kuppe des Bergs Steinhaufen (530 m ü. NN). Die Bundesstraße 417 führt westlich am Schloss vorbei. 1,5 km südlich liegt das Naturschutzgebiet und FFH-Gebiet Rabengrund von Wiesbaden.

## Geschichte

Die Platte bei Wiesbaden, um 1840, Steingutteller mit Umdruckdekor von Villeroy & Boch, DM: 20 cm

Fest „auf der Platte“ 1852: Der Herzog hatte die 29. Versammlung deutscher Naturforscher und Ärzte eingeladen. Noch zu sehen sind die 1913 entfernten bronzenen Hirsche.

Wiesbaden wurde 1806 Hauptstadt des Herzogtums Nassau. Bereits seit 1741 residierten die Grafen von Nassau-Weilburg im Schloss Biebrich am Rhein. Herzog Wilhelm I. war nach dem Tod von Herzog Friedrich August 1816 und dem damit verbundenen Erlöschen der Linie Nassau-Usingen Herzog geworden. 1823 beauftragte er den Hofbaumeister Friedrich Ludwig Schrumpf, in den Taunuswäldern nördlich der Stadt auf der so genannten Platte ein Jagdschloss zu errichten. Architektonisches Vorbild war offenbar Palladios Villa Rotonda in Vicenza, deren weit vortretende Portikusse hier unter Verzicht der vier Freitreppen an die Fassade 'herangezogen' wurden, worin der Bau auf der Platte palladianischen Bauten in England folgt.
Von der herzoglichen Familie wurde das Schloss vorwiegend in den Sommermonaten genutzt. Zahlreiche prominente Gäste waren hier im 19. Jahrhundert zu Besuch, darunter der russische Zar Alexander II., Zarin Maria Alexandrowna und Kaiserin Eugénie von Frankreich.
Nach dem Bau des Wiesbadener Stadtschlosses und dem Tod Herzog Wilhelms wurde das Jagdschloss von seinem Sohn Herzog Adolph von Nassau weitergenutzt.  Obwohl der Herzog nach der Niederlage im Preußisch-Österreichischen Krieg 1866 seines Amtes enthoben und Nassau von Preußen annektiert wurde, blieb das Jagdschloss Platte jedoch als eines von vier Schlössern in Familienbesitz, auch als Adolph 1890 regierender Großherzog von Luxemburg wurde. Nach seinem Tod im Jahr 1905 verkaufte es das Großherzogtum Luxemburg 1913 für 400.000 Mark an die Stadt Wiesbaden.
Im Zweiten Weltkrieg wurde im strategisch günstig gelegenen Jagdschloss hoch über Wiesbaden eine Flugabwehrleitstelle untergebracht, was dem Gebäude in der Nacht vom 2. auf den 3. Februar 1945 zum Verhängnis wurde: Ein Luftangriff durch die britische Luftwaffe zerstörte es fast vollständig, nur die Außenmauern blieben stehen.
Die Ruine verfiel in den Folgejahren zunehmend. Erst 1987 nahm sich eine Initiative, die heutige Stiftung Jagdschloss Platte e. V., der Ruine an und machte sie wieder nutzbar. Ab 1989 begannen die ersten Sicherungsarbeiten. Ab 1993 konnte das Objekt für Hochzeiten, Partys und sonstige Veranstaltungen genutzt werden. Nach einem Wiederaufbau steht das Gebäude seit April 2007 für Veranstaltungen des nebenan stehenden Gasthof Jadschloss Platte zur Verfügung.

## Architektur, Ausstattung, Wiederaufbau

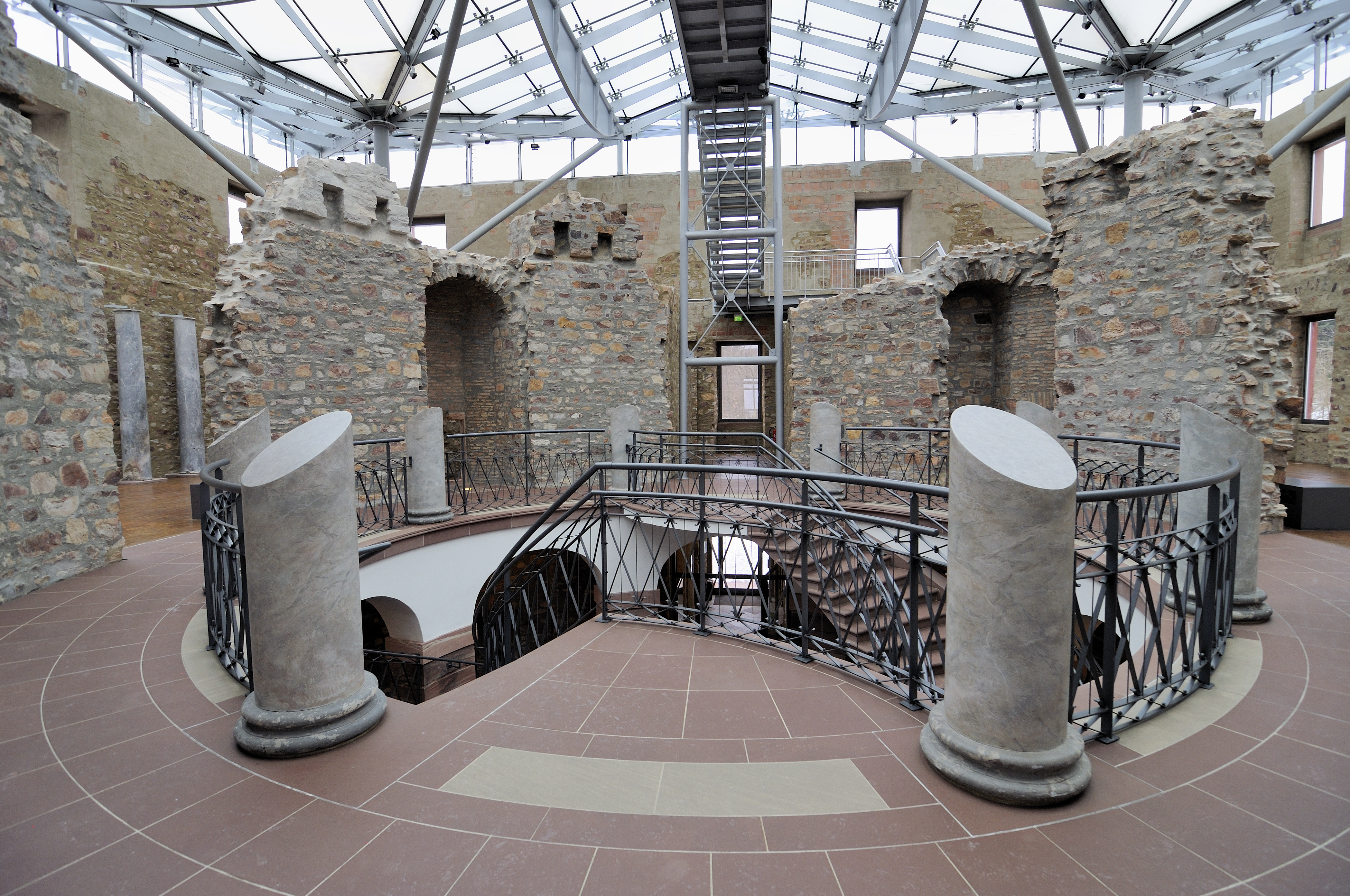
Innenaufnahme des wiederaufgebauten Jagdschlosses; unterm Glasdach mit oberem Austritt des runden Treppenhauses.

Die Architektur des Jagdschlosses in streng klassizistischen Formen mit Quadern aus rotem Mainsandstein mit verputzten Mauerflächen zeigt über einem schwer gequaderten Sockel und einem von rundbogigen Fenstern durchbrochenen Erdgeschoss zwei durch Pilasterstellungen zusammengefasste Obergeschosse. Die jeweils drei Mittelachsen der gleich angeordneten Fassaden sind je mit einem durch Giebeldreieck ausgezeichneten Mittelrisalit zusammengefasst, der an der zum Tal gewendeten Südfront anstatt der Pilaster freistehende ionische Säulen aufweist. Die Giebeldreiecke sowie das Dach in Form eines Pyramidenstumpfs sind Kriegsverluste von 1945. Das flache Oberdach diente ursprünglich als Aussichtsplattform, von der aus man den Wiesbadener Talkessel und die Rheinebene überblicken konnte.
Im Innern bestand vor den Kriegszerstörungen ein ganz regelmäßig aus dem Quadrat entwickelter und gegliederter Grundriss, bei dem sich die Räume um einen runden, durch alle Stockwerke gehenden Treppenhaus-Kuppelraum mit Belichtung von oben gruppierten. Darin führten zwei gleichläufig gegenüberliegende Rundtreppen mit an den Wänden eingebundenen Steinstufen zu einem umlaufenden Balkon, auf den sich die Türen der Räume öffneten. Auf allen vier Seiten schlossen sich an diesen Mittelraum die durch die Risalite im Äußeren gekennzeichneten Hauptsäle mit Stuckdecken an, zwischen denen an den Ecken je vier kleine quadratische Zimmer angeordnet waren. Eine originelle Dekoration hatte die Treppenhalle durch zahlreiche Hirschgeweihe, Jagdtrophäen des Erbauers, die so angeordnet waren, dass sie nach oben in der Größe abnahmen. Viele Zimmer waren ebenfalls entsprechend dem Zweck des Gebäudes ausgeziert und das Empfangszimmer des Herzogs enthielt ausnahmslos Möbel, die aus Hirschgeweih gefertigt waren. Die Säle waren an den Wänden mit Ölgemälden von Maler Reuren aus Wiesbaden dekoriert, die Landschaften mit Rotwild darstellten. Im Erdgeschoss befand sich ein mit nassauischem Marmor vertäfelter Speisesaal.
Der mit Spendengeldern finanzierte Wiederaufbau des kriegszerstörten Gebäudes geht auf die Stiftung Jagdschloss Platte e. V. zurück. Die Gesamtplanungen waren dem Architekten Hans-Peter Gresser aus Wiesbaden übertragen worden. 2003 wurde ein modernes Glasdach errichtet, welches gestalterisch kontrastierend das Gebäude weit auskragend überspannt und von der historischen Dachform erheblich abweicht. Die frühere Funktion des Daches als Aussichtsplattform übernahm eine unter dem Glasdach verlaufende Brücke. Neben einem guten Überblick in das Gebäudeinnere hat man nun von dort aus am Südende eine gute Aussicht auf die Stadt Wiesbaden. 2005 bis 2006 wurde das Innere für die geplanten Veranstaltungsnutzungen modern ausgebaut, wobei man die Wände bewusst in ihrer unverputzten Ruinenhaftigkeit beließ. Die wiederhergestellte runde Treppenanlage im Zentrum des Gebäudes endet heute auf einem Umgang im zweiten Obergeschoss direkt unterm Glasdach.
Den Haupteingang des Jagdschlosses flankierten bis 1913 zwei lebensgroßen Bronzehirsche, die der Bildhauer Christian Daniel Rauch geschaffen hatte und von denen es weitere Ausführungen gibt, u. a. in Potsdam, Neustrelitz und Rastede. Vor der Veräußerung des Schlosses kamen die beiden Exemplare des Jagdschlosses Platte zunächst nach Schloss Hohenburg in Lenggries (Bayern), das den Luxemburgern gehörte, dann wurde sie schließlich 1953 wegen dessen Verkaufs in der Einfahrt des Schlosses Fischbach (Luxemburg), dem Alterssitz von Großherzog Jean, aufgestellt. Ende 2007 konnte auf Betreiben der Stiftung Jagdschloss Platte erreicht werden, dass Kopien der beiden Bronzehirsche angefertigt und am ursprünglichen Standort aufgestellt werden. Das Haus Nassau in Luxemburg stellt dafür 27.000 Euro als Sockelbetrag zur Verfügung, weitere 50.000 Euro wurden durch Spender und Sponsoren finanziert. Am 6. August 2010 wurden die von der Kunstgießerei Plein in Speicher (Eifel) hergestellten Kopien an ihrem ursprünglichen Aufstellungsort enthüllt.

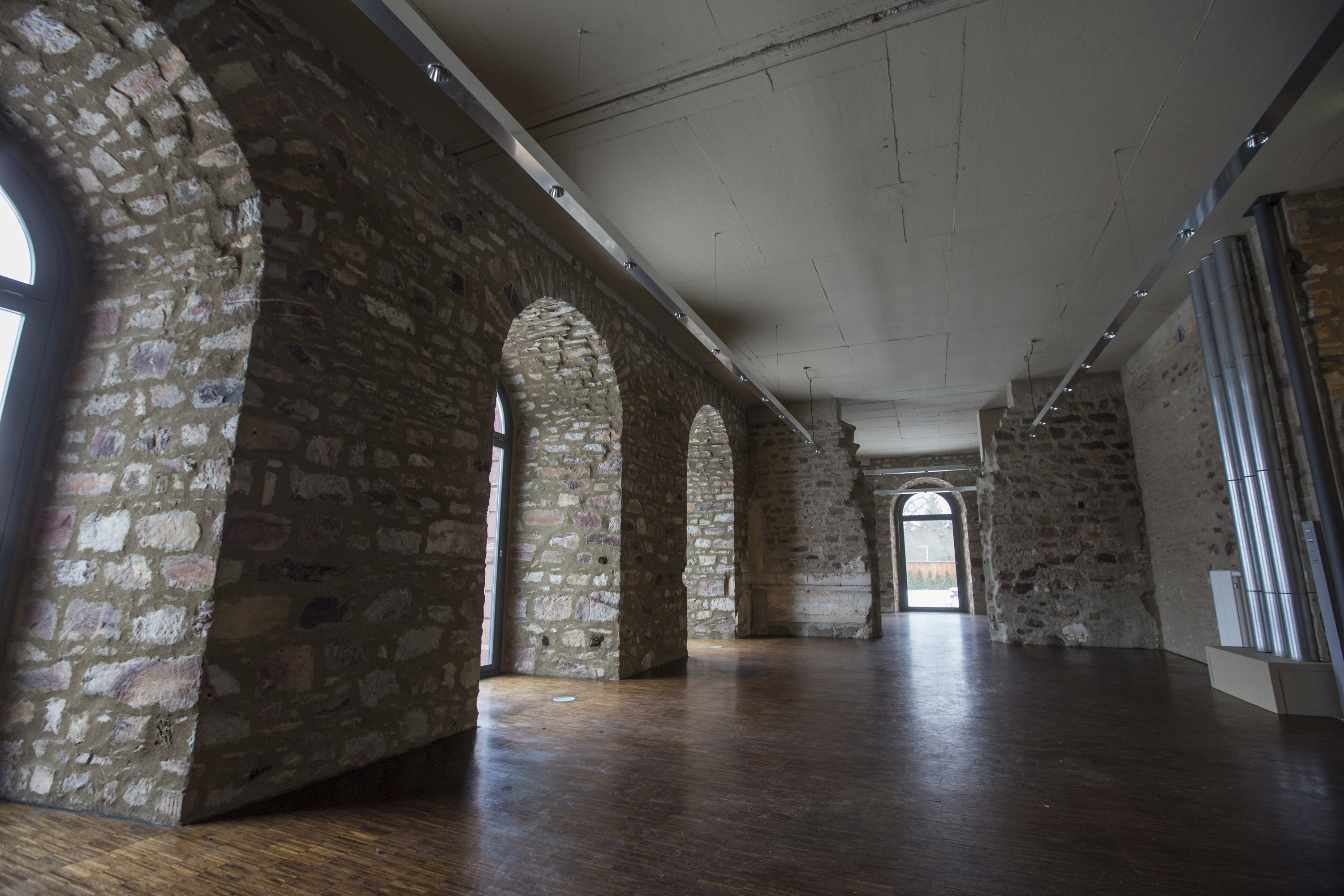
Innenaufnahme des wiederaufgebauten Jagdschlosses mit unverputzten Innenwänden (2013)

## Veranstaltungen
Im Gebäude werden Tagungen und Workshops, Ausstellungen und Produktpräsentationen, Abendveranstaltungen sowie private Feiern und Hochzeiten abgehalten. Veranstaltungen wie das traditionelle Neujahrskonzert der Jagdhornbläser, das Bike Marathon Rennen, der Charity Working Test des Vereins Vita Assistenzhunde oder die Wiesbadener Sportlerehrung fanden hier statt.

## Varia
Einen architektonischen Nachfolger erfuhr das Jagdschloss Platte im ebenfalls bei Wiesbaden liegenden Schloss Freudenberg, errichtet 1904 nach Plänen des Architekten Paul Schultze-Naumburg.

### Historische Ansichten
- Ansicht des Jagdschlosses Platte, um 1825. Historische Ortsansichten, Pläne und Grundrisse.  In: Landesgeschichtliches Informationssystem Hessen (LAGIS).
- Ansicht der Platte bei Wiesbaden, um 1850. Historische Ortsansichten, Pläne und Grundrisse.  In: Landesgeschichtliches Informationssystem Hessen (LAGIS).